# Burna-Buriash II
Burna-Buriash II est un roi de Babylone de la dynastie kassite, qui a régné d'environ 1359 à 1333 av. J.-C. Contemporain du pharaon Akhenaton, qui a épousé une de ses sœurs, il lui écrit plusieurs lettres retrouvées à Amarna en Égypte. On y apprend notamment qu'il tente d'empêcher le roi égyptien de reconnaître le roi d'Assyrie, Assur-uballit Ier, comme un de ses pairs, les « grands rois » qui dominent alors la scène internationale dont font partie le roi de Babylone et Akhenaton. En effet, Burna-Buriash tente d'affirmer sa supériorité sur l'Assyrie, mais il n'y arrive pas, et choisit finalement d'épouser la fille du roi assyrien, le reconnaissant ainsi comme son égal. En Babylonie même, Burna-Buriash a reconstruit des temples, à Nippur ainsi qu'à Sippar.